# Llucià Costa
Pour les articles homonymes, voir Costa.
Gallissà Costa est un nom catalan. Le premier nom de famille, paternel, est Gallissà ; le second, maternel, souvent omis, est Costa ; les deux sont fréquemment liés par la conjonction « i ».
Llucià Gallissà i Costa, né à Vic, Osona, le 5 décembre 1731 et mort dans la même ville le 10 novembre 1810, est un humaniste, bibliothécaire et érudit espagnol,.

## Biographie
Étant le troisième de six frères, il a rejoint la Compagnie de Jésus à un très jeune âge, le 3 septembre 1746. En 1759, en tant que professeur, il a enseigné les sciences humaines et plus tard poétique et philosophie, à l'Université de Cervera. Arrivé à Cervera, il rencontra les savants Josep Finestres et le jésuite Bartomeu Pou i Puigserver (ca), avec lesquels il devint ami et qui l'aidèrent à consolider sa formation humaniste. Après l'expulsion des Jésuites en 1767, il s'installe en Italie et s'installe finalement à Ferrare, où, après avoir accrédité ses connaissances, il est nommé préfet de la Bibliothèque publique d'État de l'Université. Dans la nouvelle destination, il en a profité pour approfondir ses études et ses connaissances. Ainsi, il acheva les études de Droit dans la ville de Cesena en avril 1779. À partir de 1785, il voyage en Italie, s'installant trois mois à Rome, où a été reçu par le pape Pie VI,.
Il a publié plusieurs poèmes en grec et en latin, en espagnol et en français. En tant que partisan des Lumières, il s'est intéressé et s'est impliqué avec les penseurs de son temps. Au-delà de son travail professionnel de bibliothécaire, dans son domaine particulier, il a réussi à former une importante bibliothèque. Il retourna à Vic en 1798, étant remplacé à la Bibliothèque de l'Université de Ferrare par le jésuite Onofre Pratdesaba. À Vic, il a écrit, en latin classique, son œuvre la plus importante, d'intérêt pour l'histoire de l'introduction de l'humanisme à l'Université de Barcelone et surtout pour l'histoire de l'Université de Cervera : De vita et scriptis Iosephi Finestres et de Monsalvo (Vic 1802; traduit en catalan par Llorenç Riber i Campins (ca) en 1932),.

## Œuvres
- Universae Philosophiae Institutiones ad usum, rationemque scholarum Societatis Jesu accomodatae [Manuscrit], Barcelone: Biblioteca de Catalunya, ms. 2520, [entre 1764 i 1767].
- Commentariorum de vommentariorum de vita et scriptis Iosephi Finestres et a Monsalvo primarii in Cervariensi Academia I. civ. professoris emeriti pars altera. Cervariae Lacetanorum : typis mandabat sub prelo academico Sigismundus Bou et Baranera, 1802.
- De vita et scriptis Iosephi Finestres et a Monsalvo, iurisconsulti barcinonensis in Cervariense Academia Iuris Civilis Primarii, antecessoris emeriti Commentariorum libri IIII, Luciano Gallisá et Costa, Cervariae Lacetanorum : typis academicis excudebat Sigismundus Bou et Baranera, 1802.
- Ignasi Casanovas (ed.), Llàtzer de Dou i de Bassols, Ramon; Gallissà i Costa, Llucià. Josep Finestres : Estudis biogràfics, Estudi preliminar. Elogi. funeral. Vida i escrits. Documents. Barcelone: Biblioteca Balmes, 1932.